# Phyllophaga cuicateca
Phyllophaga cuicateca är en skalbaggsart som beskrevs av Moron och Aragon 1997. Phyllophaga cuicateca ingår i släktet Phyllophaga och familjen Melolonthidae. Inga underarter finns listade i Catalogue of Life.